# ソンム川
ソンム川 （ソンムがわ、Somme） は、フランス北部ピカルディ地域圏を流れる川である。ソンムはケルト語で"静けさ"を意味し、川はソンム県の語源となっている。水源はサン＝カンタン近くのフォンソムのアルエーズの森。
上中流域にアルカリ性の泥炭地が多く、Calamagrostis canescensなどの珍しい植物が生えるほか、ヨーロッパウナギ、サンカノゴイ、ヌマセンニュウ、ヒメヨシゴイ、コガモ、ヨーロッパチュウヒなどの動物が生息している。河口のソンム湾の沿岸には砂地、干潟およびLiparis loeseliiの生える草地が多く、オナガガモ、ハシビロガモ、ツクシガモなどの渉禽類・カモ類を含む365種の鳥類がここを訪れる。ソンム湾は1998年に、中流部の支流のアヴル川を含む一帯は2017年にそれぞれラムサール条約登録地となった。

## 流域の自治体
- エーヌ県
- ソンム県